# Mocorito
Mocorito /Ime Mocorito (i Macoyahui), kaže Hector R. Olea, varijanta je cahita riječi "macori-to" i prevodi se kao "mjesto gdje govore dijalektom jezika cahita, ili mjesto naseljeno Indijancima mayos ili macoritos;" "lugar de Gentes que hablan un dialecto de lengua cahita, o donde habitan los indios mayos o macoritos",/ jedno od ranih plemena Taracahitian Indijanaca nastanjenih u ranom 16. stoljeću u području duž rijeke Río Mocorito u meksičkoj državi Sinaloa. Mason i Johnson ih navode kao dio šire grupe Tahue i preko njih u Taracahitian govornike. Nestali su. 